# Toronto Tecumsehs
Tecumseh Hockey Club, tudi znan pod imenom Toronto Tecumsehs in vzdevkom Indians, je bil profesionalni hokejski klub iz Toronta. Deloval je v ligi National Hockey Association v sezoni 1912/13. Po sezoni se je preimenoval v Toronto Ontarios. 
Liga NHA je bila ustanovljena leta 1909 brez moštva iz Toronta, ker v mestu ni bilo dovolj velike dvorane, da bi lahko v njej deloval profesionalni hokejski klub. Leta 1911 so v mestu zgradili novo dvorano Mutual Street Arena in skupina, povezana z lacrosse klubom Tecumseh Lacrosse Club, je od Ambrosa O'Briena odkupila klub Renfrew Creamery Kings za 500 $ v gotovini in 2.000 $ v zadolžnicah. 
Klubu so mesto v ligi odobrili že za sezono 1911/12, pri čemer bi klub prve domače tekme igral šele konca meseca januarja, ko je bilo predvideno dokončanje dvorane Mutual Street Arena. Ker se je gradnja zavlekla, je kmalu postalo jasno, da dvorana do konca januarja ne bo nared, zato so obe novi moštvi iz Toronta črtali iz urnika, tako da so v sezoni delovala le štiri moštva. 
Pred začetkom sezone 1912/13 je O'Brien povedal, da ni nikoli dobil odškodnine ob prodaji kluba podpornikom lacrosse kluba Tecumseh Lacrosse Club, zato je klub prodal znova. Tokrat je klub odkupila skupina, ki jo je vodil W.J. Bellingham iz Montreala. Vratar Billy Nicholson, predhodno član moštva Montreal Hockey Club, je bil imenovan za direktorja, tako da je opravljal trojno funkcijo igralca, direktorja in kapetana. Moštvo, ki ga je sestavil, sta izpolnjevala George McNamara, kasnejši član Hokejskega hrama slavnih lige NHL, in njegov mlajši brat Howard McNamara. V moštvu je bil tudi Teddy Oke, ki je leta 1926 postal eden od ustanoviteljev lige Canadian Professional Hockey League. 
Klub je prvo tekmo igral 28. decembra 1912 proti moštvu Montreal Wanderers. Tekmo so igrali v dvorani Mutual Street Arena, ki je pozneje postala znana pod imenom Arena Gardens, in pred 5.000 navijači izgubili z izidom 4-7. Vstopnino je plačalo 4.339 obiskovalcev, ob vratih pa so nabrali  še za 3.040 $ dodatnih sredstev, s čimer so postavili kratkotrajna rekorda v zgodovini hokeja na ledu v Torontu. Moštvu je uspel dober start v sezono, a je na koncu zasedlo zadnje šesto mesto s 7 zmagami in 13 porazi. Bellingham je klub, ki je zaradi slabih iger bankrotiral, prodal Tomu Wallu, ki ga je preimenoval v Toronto Ontarios.